# .cm
.cm là tên miền quốc gia cấp cao nhất (ccTLD) của Cameroon.
Vào tháng 8 năm 2006, có báo cáo rằng nhà đăng ký.cm đã thiết lập bản ghi DNS ngẫu nhiên, để cho tất cả các tên miền chưa đăng ký trong tên miền cấp cao nhất này đi đến một trang đỗ với những liên kết tìm kiếm có trả tiền. Có vẻ như nó định làm lợi từ những lỗi gõ sai của người dùng khi vào trang .com. Điều này đã bị Kevin Ham dò ra.